# Against
Albums de Sepultura
Roots
(1999) Nation
(2001)
Against est le 7e album studio du groupe de death metal brésilien Sepultura, sorti en 1998 sous le label Roadrunner Records. Il s'agit du premier album réalisé avec le chanteur Derrick Green, remplaçant de Max Cavalera, le fondateur du groupe.

## Informations générales
Tout comme l'album Roots, Against inclut des participations d'artistes extérieurs au groupe et des influences tribales: ainsi retrouve-t-on des percussions japonaises (taiko) sur la chanson "Kamaitachi", jouées par le groupe Kodo.
Trois singles sont extraits de l'album: "Tribus", "Against" et "Choke", pour lequel un clip a été réalisé. Le groupe a en outre fait la première partie de Metallica durant sa tournée brésilienne de 1999.

## Réception
Against fut une déception sur le plan commercial, en comparaison avec Roots: seules 18 000 copies furent écoulées en première semaine aux USA. Les ventes de l'album aux États-Unis atteignent en tout 130 000 copies. Le site AllMusic accorde trois étoiles sur cinq à l'album, et déclare qu'on y retrouve suffisamment d'éléments rappelant l'époque glorieuse de Sepultura pour laisser penser que le meilleur est à venir".

## Musiciens
Sepultura
- Derrick Green - chant, guitare rythmique
- Andreas Kisser - guitare
- Paulo Jr. - guitare basse
- Igor Cavalera - batterie, percussions

## Liste des chansons
| No  | Titre                                                                                         | Durée |
| --- | --------------------------------------------------------------------------------------------- | ----- |
| 1.  | Against                                                                                       | 1:54  |
| 2.  | Choke                                                                                         | 3:36  |
| 3.  | Rumors                                                                                        | 3:04  |
| 4.  | Old Earth                                                                                     | 4:28  |
| 5.  | Floaters in Mud                                                                               | 4:58  |
| 6.  | Boycott                                                                                       | 3:10  |
| 7.  | Tribus                                                                                        | 1:39  |
| 8.  | Common Bonds                                                                                  | 2:58  |
| 9.  | F.O.E.                                                                                        | 2:08  |
| 10. | Reza (Prayer – feat. João Gordo de Ratos de Porão au chant)                                   | 2:16  |
| 11. | Unconscious                                                                                   | 3:37  |
| 12. | Kamaitachi (feat. Kodo)                                                                       | 3:03  |
| 13. | Drowned Out                                                                                   | 1:28  |
| 14. | Hatred Aside (feat. Jason Newsted de Metallica à la guitare baryton, au theremin et au chant) | 5:13  |
| 15. | T3rcermillennium                                                                              | 3:56  |

| 16. | Gene Machine/Don't Bother Me (Bad Brains cover) | 2:51 |
| 17. | Prenúncio (Prenounce)                           | 5:10 |